# Río Gran Stour

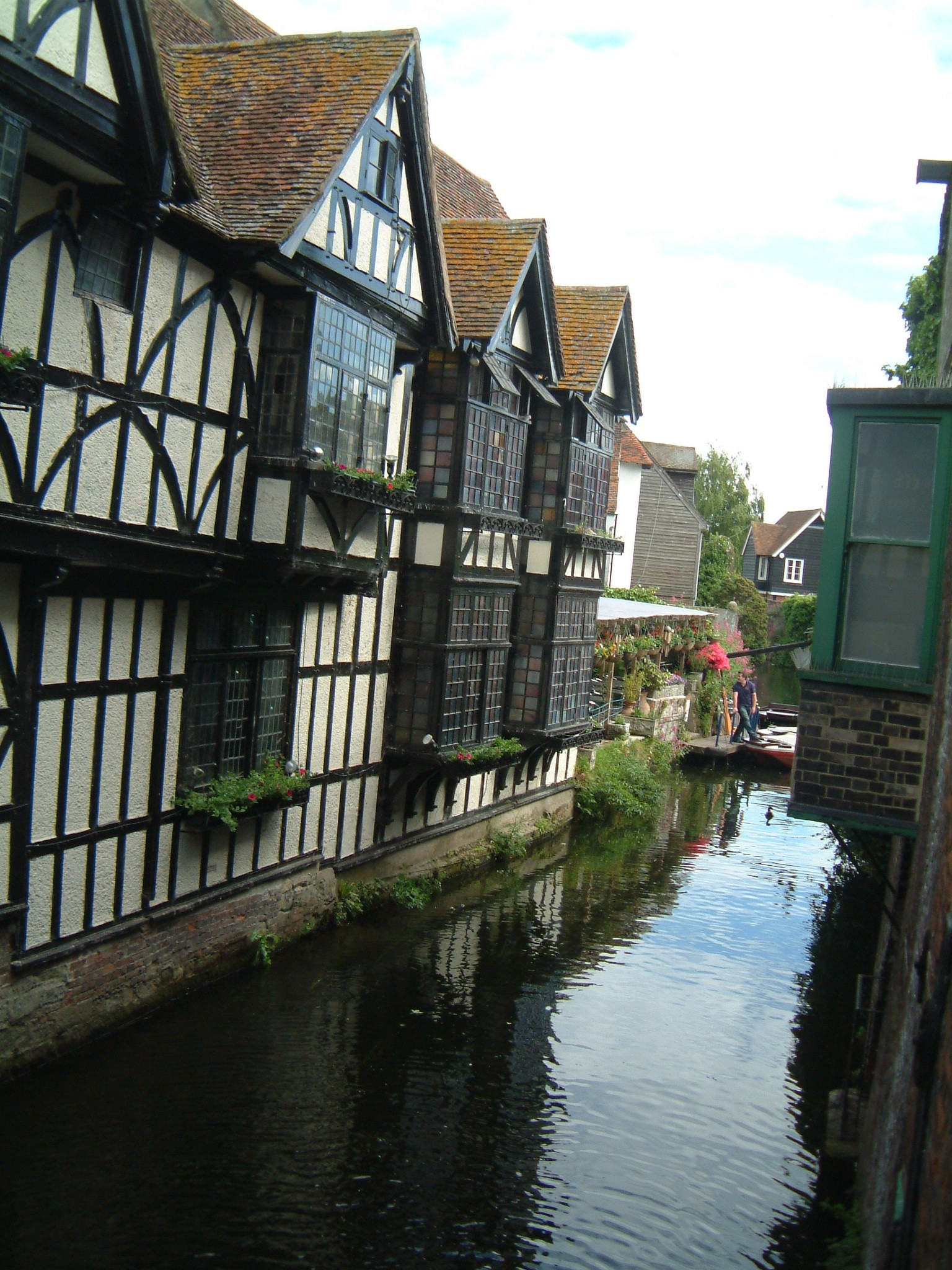
Un brazo del Great Stour en el centro de la ciudad de Canterbury.

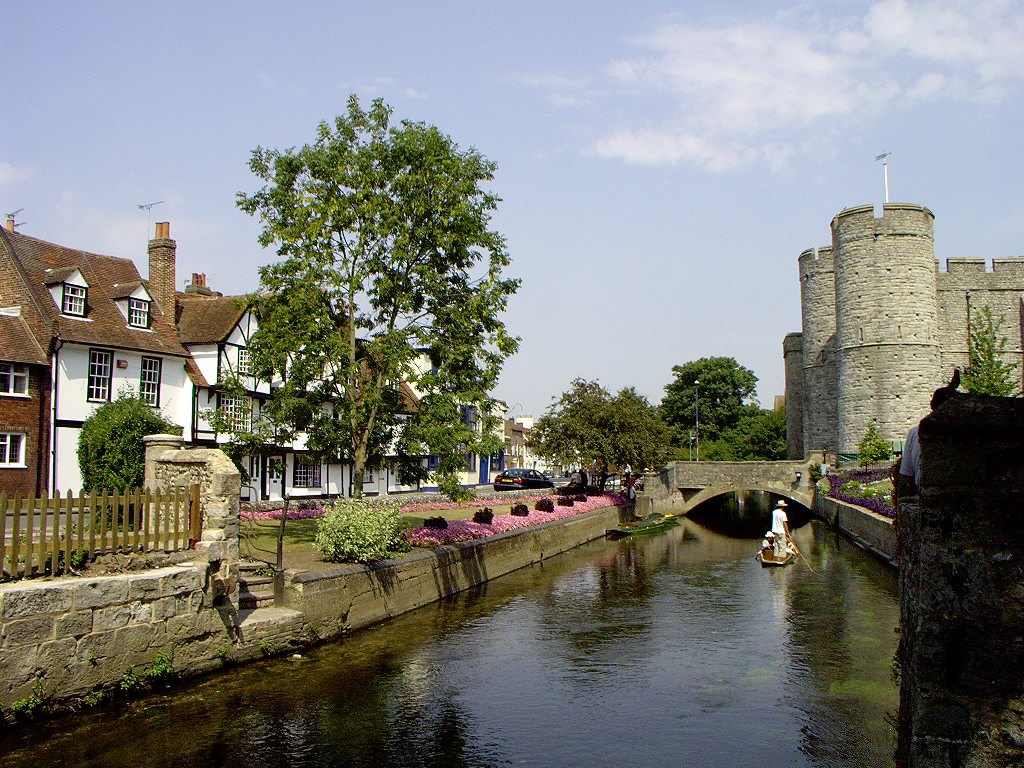
Otro brazo del Great Stour en los Jardines Westgate, fuera de los muros, Canterbury.

El río Gran Stour o Great Stour (del inglés: River Great Stour) (80,1 km de longitud, incluido el Gran Stour Alto es el nombre con que se conoce los tramos superiores del río Stour en Kent, Inglaterra. La sección desde su nacimiento en Lenham es también conocido como el río Gran Stour Superior, y está por encima de la confluencia, del Stour Alto y el Stour Medio que se produce cada lado del molino de Compromiso en la parte inferior de East Hill, en Ashford, ayudando a formar parte del Ashford Green Corridor.

## Curso del río
El río fluye desde Ashford, a través de Wye, Chilham y Canterbury hasta Plucks Gutter, donde se une con el río Stour Little (Stour Little River) y el río Wantsum para formar el río Stour. La ruta del Stour Valley Walk sigue el río.

## Pesca
El estuario del Gran Stour arranca en Gutter y Grove Ferry es famoso por su pesca en agua dulce, en particular en poblaciones de besugo.

## Inundaciones
Las partes más bajas de Canterbury en el pasado han sido particularmente proclives a las inundaciones. El River Stour (Kent) Internal Drainage Board tiene la responsabilidad de reducir ese riesgo en la cuenca del río.

## Entorno
En mayo de 2006 los peces machos fueron encontrados con señales de "feminización" después de haber estado expuestos a aguas residuales tratadas en el río, cerca de Ashford.

## Obras de tratamiento de Lenham
La compañía Southern Water ha comenzado a trabajar en un proyecto de 4,2 millones mejora del medio ambiente en su tratamiento Lenham trabaja para asegurarse de aguas residuales son tratadas a normas superiores. Las nuevas camas de caña ayudará a limpiar a 4,3 millones de litros de aguas residuales de más de 3.600 personas cada día. Más de 7.500 cañas se plantarán como parte de un plan verde para traer las aguas limpias a la Stour Great River.
La compañía está construyendo lechos de grava en el lugar listo para plantar las cañas. Crecerán a cerca de dos metros de altura en tres años. Hugh Robertson visitó en mayo de 2009 para dar los toques finales a tres camas nuevas con 7.500 plantas de caña.